# Jaderná elektrárna Hinkley Point

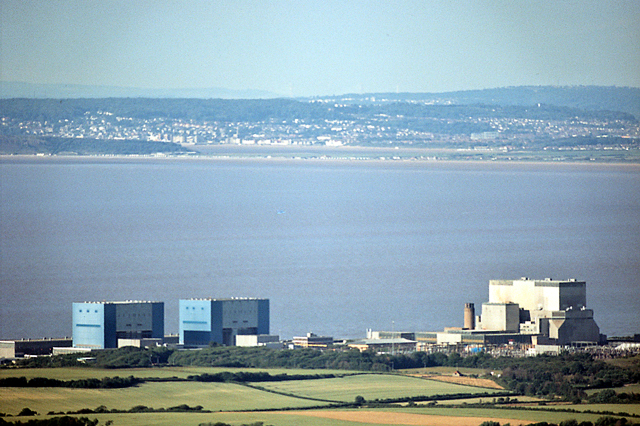
Jaderná elektrárna Hinkley Point

Jaderná elektrárna Hinkley Point

Hinkley Point je britská jaderná elektrárna nacházející se v Somersetu na pobřeží Bristolského zálivu, 8 kilometrů západně od ústí řeky Parrett. Zahrnuje 2 odstavené reaktory označované jako Hinkley Point A a 2 provozované jaderné reaktory označované jako Hinkley Point B. Dva reaktory Hinkley Point C jsou ve výstavbě od roku 2018 a provázely je spory o financování. Další nové britské reaktory jsou plánované v elektrárně Sizewell.

## Hinkley Point A
Stavba byla zahájena v roce 1957 a do provozu byla uvedena v roce 1965. Jejím jádrem byly 2 plynem chlazené reaktory Magnox, každý o elektrickém výkonu 250 MW. Od roku 2000 jsou reaktory mimo provoz.

## Hinkley Point B
Stavba byla zahájena v roce 1967. V roce 1973 byly uvedeny do provozu 2 pokročilé plynem chlazené reaktory (AGR) o projektovaných elektrických výkonech 410, respektive 430 MW. Elektrárnu od roku 2009 provozuje francouzský energetický koncern EDF.

## Hinkley Point C
V 80. letech 20. století se plánovala výstavba dvou tlakovodních reaktorů, ale začátkem 90. let byl plán opuštěn pro jeho ekonomickou nevýhodnost. Počátkem 21. století byla britskou vládou schválena výstavba dvou reaktorů typu EPR, každý o elektrickém výkonu 1 600 MW. Realizace má probíhat v režii francouzská energetická společnost EDF.
V dubnu 2017 stavbaři zahájili betonování. Zahájení výroby elektrické energie se nyní očekává v roce 2027. Zpoždění vyplývající z pandemie covidu-19 zvýší náklady projektu o 500 milionů liber na celkových 23 miliard liber (677 miliard korun). V lednu 2024 byl termín posunut a provoz se nepředpokládá před rokem 2030.

### Spor o státní subvence
Evropská komise v roce 2014 odsouhlasila plán britské vlády subvencovat stavbu elektrárny, která by nebyla schopná dodávat elektřinu za tržní cenu. Rakousko v červenci 2015 podalo proto příslušnou žalobu na Evropskou komisi k Soudnímu dvoru EU v Lucemburku kvůli schválené státní podpoře pro výstavbu a provoz elektrárny. Rakouský kancléř Werner Faymann k žalobě uvedl, že "subvence tu jsou proto, aby podpořily nové moderní technologie, které jsou v zájmu všech států EU. V žádném případě se nevztahují na jadernou energetiku".
Podle agentury Bloomberg New Energy Finance mají být celkové náklady na zbudování dvou nových zhruba 6x vyšší, než kdyby se stejný instalovaný výkon realizoval formou větrných elektráren. Plánované výdaje se pohybují v řádu necelých 38 miliard dolaru a počítají s tím, že prodejní cena 1 MWh bude činit 92,5 libry, ačkoli elektřina ze zahraničních větrných elektráren se dá pořídit již kolem 79 GBP/MWh. Využití větrníků je ovšem tak nízké. že pro stejnou výrobu musí mít několikrát větší instalovaný výkon, než elektrárny jaderné. A "skladování" elektřiny je pořád scifi. Takže ta elektřina je jen občas a chybějící výkon vykrývá plyn.